# Lilltjärnen (Färila socken, Hälsingland, 685005-148441)
Lilltjärnen är en sjö i Ljusdals kommun i Hälsingland och ingår i Ljusnans huvudavrinningsområde.